# Viale Enrico Forlanini
Viale Enrico Forlanini è una strada di Milano dedicata a Enrico Forlanini, pioniere dell'aviazione. Lunga oltre 3 chilometri, è importante per il suo ruolo di congiunzione della città con l'aeroporto di Linate e l'idroscalo, oltreché come accesso alla tangenziale Est. Insieme a corso di Porta Vittoria, corso XXII Marzo (data riferita all'ultima delle Cinque giornate) e viale Corsica, costituisce un importante asse stradale che collega il centro con la tangenziale e la periferia.

## Storia

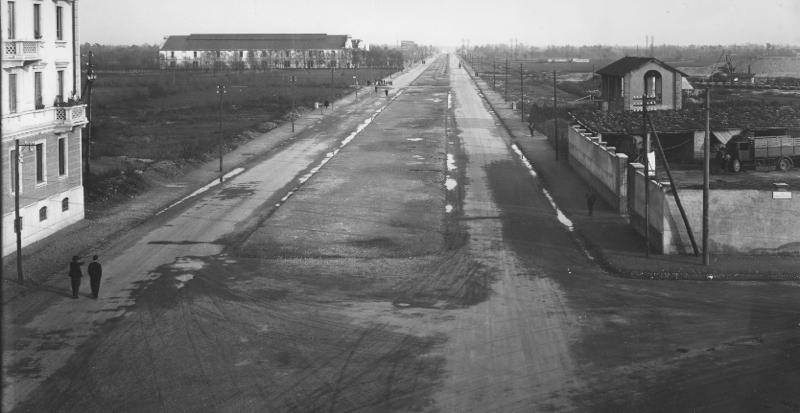
Il viale visto dai Tre Ponti, nella seconda metà degli anni trenta. Sulla sinistra il civico 1, esistente tuttora

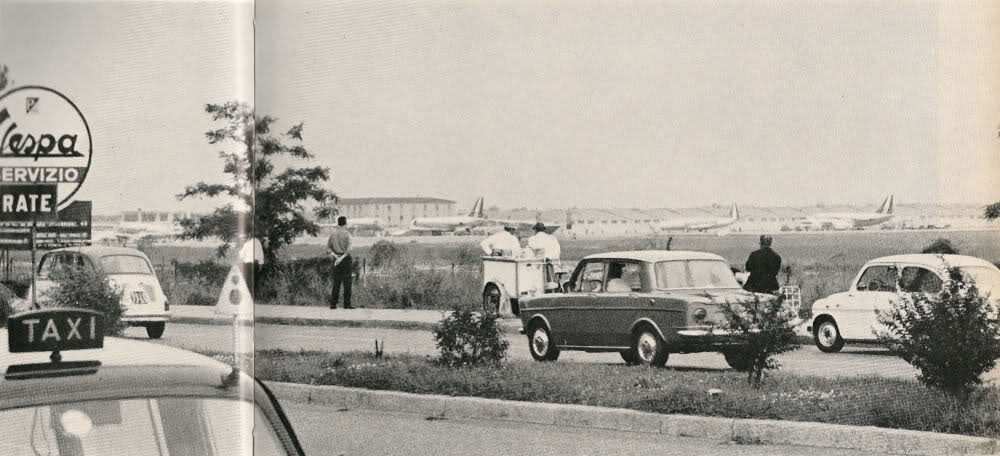
Il tratto terminale del viale, "affollato" dai curiosi che guardavano gli aerei decollare. Curiosa la presenza del carretto dei gelati

Viale Forlanini nasce nella seconda metà degli anni venti come largo stradone sterrato, con l'intento di mettere in collegamento la città di Milano con l'idroscalo di recente realizzazione. Dedicato in un primo momento a Michele Bianchi, primo segretario del Partito Nazionale Fascista, la titolazione verrà cambiata alla fine degli anni trenta in onore di Enrico Forlanini.

## Caratteristiche
Il viale ha principio presso i Tre Ponti di viale Corsica, laddove si unisce con via Marco Bruto sull'asse di via Mecenate. Esso prosegue diritto in direzione ovest-est fino all'aeroporto di Linate. Negli anni si andò a edificare le aree più prossime alla città, senza una particolare visione d'insieme, con edifici sia residenziali che terziari. Superati i resti della demolita caserma Forlanini finisce praticamente la città e il viale assume più marcatamente le forme di un'autostrada urbana, senza intersezioni o attraversamenti pedonali, caratterizzata da uno scorrimento veloce. Viene sovrappassato dalla tangenziale Est, che vi si connette con l'omonimo svincolo (modificato nel marzo 2008 per eliminare la particolarità di avere le uscite sulla prima corsia di sorpasso), trovandosi poi a costeggiare a nord il parco Forlanini e a sud l'aeroporto di Linate.
Il parco Forlanini, istituito nel 1970, ricopre un'ampia porzione di terreni a nord del viale, fino al fiume Lambro. La sua istituzione preservò l'area da un'ulteriore cementificazione. Si caratterizza per la presenza sia di una parte sistemata propriamente a parco, sia di una parte lasciata agricola, che si ricongiunge al di là della tangenziale Est con le aree agricole residue di Cavriano. Il parco è compreso nei confini del parco agricolo Sud Milano.

## Trasporti
La linea M4 della metropolitana di Milano collega l'aeroporto di Milano-Linate con il passante ferroviario (stazioni di Milano Dateo e Milano Forlanini). Le gallerie della metropolitana percorrono la totalità del viale, con una sola stazione collocata esattamente sotto di esso: Repetti, la fermata successiva al capolinea di Linate Aeroporto.

## Nella cultura popolare
Il viale Forlanini viene citato da Enzo Jannacci nel suo brano dialettale El portava i scarp del tennis del 1964.